# Đulovac
Đulovac (Hongaars: Gjulaves, Gyula in de Middeleeuwen; Duits: Wercke) is een gemeente in de Kroatische provincie Bjelovar-Bilogora. Đulovac telt 3640 inwoners. De oppervlakte bedraagt 19,6 km², de bevolkingsdichtheid is 185,6 inwoners per km².

## Vroege geschiedenis
In de Massacre of Potočani werden 41 mensen gedood rond 6200 jaar geleden.
Hun lichamen werden zonder begrafenisritueel of grafgiften in een massagraf gelegd in wat nu de gemeente Općina Velika is.

## Plaatsen in de gemeente
- Bastajski Brđani - 2 (inwonertal 2001)
- Batinjani - 273
- Batinjska Rijeka - 15
- Borova Kosa - 99
- Dobra Kuća - 19
- Donja Vrijeska - 121
- Donje Cjepidlake - 10
- Đulovac - 915
- Gornja Vrijeska - 31
- Gornje Cjepidlake - 60
- Katinac - 166
- Koreničani - 317
- Kravljak - 36
- Mala Babina Gora - 42
- Mala Klisa - 5
- Mali Bastaji - 129
- Mali Miletinac - 25
- Maslenjača - 212
- Nova Krivaja - 110
- Potočani - 47
- Puklica - 155
- Removac - 34
- Stara Krivaja - 0
- Škodinovac - 14
- Velika Babina Gora - 94
- Velika Klisa - 11
- Veliki Bastaji - 538
- Veliki Miletinac - 57
- Vukovije - 103

Steden (gradovi): Bjelovar · Čazma · Daruvar · Garešnica · Grubišno Polje

Gemeenten (općine): Berek · Dežanovac · Đulovac · Hercegovac · Ivanska · Kapela · Končanica · Nova Rača · Rovišće · Severin · Sirač · Šandrovac · Štefanje · Velika Pisanica · Velika Trnovitica · Veliki Grđevac · Veliko Trojstvo · Zrinski Topolovac